# Yippee, Yappee and Yahooey
Yippee, Yappee and Yahooey (Brasil: Mosquete, Mosquito e Moscardo) é um desenho animado inspirado nos Três Mosqueteiros de Alexandre Dumas.
São três cachorros antropomorfizados que, sob o comando de um rei, são designados para várias tarefas, se envolvendo em muitas confusões. Quando partiam para as aventuras, gritavam seus nomes em inglês. No Brasil, o grito foi traduzido para "Iapêi, Iapecê e Iapetéc-téc-téc"
, uma brincadeira com IAPI, IAPC e IAPETEC, siglas de três dos antigos institutos de previdência social do Brasil, respectivamente dos industriários, dos comerciários e dos estivadores e transportes de cargas 
Esse desenho animado foi criado em 1964 pelos estúdios Hanna Barbera e é apresentado até hoje em vários países do mundo.

## Episódios
A série possuia 23 episódios, com 6 minutos de duração cada.
1. The Volunteers
2. Black Bart
3. Double Dragon
4. Outlaw In-Law
5. Horse Shoo Fly
6. Wild Child
7. Witch is Which?
8. Wise Quacking
9. Nautical Nitwits
10. Job Robbed
11. Unicorn on the Cob
12. Mouse Rout
13. Handy Dandy Lion
14. Sappy Birthday
15. King of the Roadhogs
16. Palace Pal Picnic
17. Sleepy Time King
18. Pie Pie Blackbird
19. What the Hex Going On?
20. Eviction Capers
21. Hero Sandwiched
22. Throne for a Loss
23. Royal Rhubarb